# ألبرت إسبينوسا
ألبرت إسبينوساإي بويج (بالإسبانية: Albert Espinosa i Puig) ولد في مدينة برشلونة في 5 نوفمبر 1974، مهندس كهربائي وسينارست وكاتب مسرحي وروائي بالإضافة إلى كونه ممثلا ومخرجا. ويعمل أيضا كاتب عمود في صحيفة كتالونيا اليومية.

## السيرة الذاتية
عندما كان بعمر الثالثة عشر اُصيب بسرطان العظام مما اضطر الأطباء إلي بتر إحدى ساقيه، وعندما كان في السادسة عشر عانى من ورم خبيث وأيضا كان من الضروري استئصال إحدى رئتيه، وجزء من الكبد حينما كان في الثامنة عشر، لقد قضي عشر سنوات من عمره متنقلاً بين المستشفيات.أن هذه التجربة الشخصية كانت كمصدرالالهام له في بعض أعماله المسرحية والادبية، وبعض سيناريوهات السينما والتليفزيون.
و حينما كان في التاسعة عشر من عمره بدأ الهندسة (قسم الكيمياء) في المدرسة الهندسة الصناعية العليا التابعة لجامعة كتالونيا للهندسة التطبيقية. وفي هذا المركز التعليمي أصبح عضوا في فريق مسرح المدرسة، والذي كان يدعى في ذلك الوقت (في منتصف التسعينات) "مجموعة المسرح" ثم تغيير اسمه بعد ذلك إلي "مسرح الهندسة".

## المسيرة الفنية

### البدايات
و بالتحديد في هذه الفترة الجامعية عندما بدأ إسبينوسا بالكتابة، بدأ بتأليف المسرحيات التي كانت تقدمها مجموعة المسرح، العديد من كانت مستوحاة من أعمال شكسبير (حيث أضاف ونسخ بعض الارتجالات الخاصة بالممثلين)، والبعض الآخر كان ذو مواضيع تسويقية وفي قالب سير ذاتية (مثل مسرحية اّل بيلونيس التي عُرضت علي مسرح الريريتا في برشلونة في يوليو 1995، وقد كانت الفكرة لم سيكون بعد ذلك بسنوات سيناريوه السينمائي الأول الدور الرابع)، كذلك فقد ألف بعض المسرحيات ذات الطابع الجامعي مثل الطالب الجديد في المدرسة الهندسة الصناعية العليا في برشلونة. وبعدما انتهي من دراسته اسس مع اصدقاء الدراسة ومجموعة المسرح شركة الإنتاج المسرحي اّل بيلونيس (في لافتة طيبة منه للمسرحية التي تم ذكرها سابقاً، ولهذه المجموعة من مرضي أورام الأطفال. لقد كانوا جميعهم صلعاء نتيجة للعلاج الكيميائي الذي كان جزءً من حياة إسبينوسا نفسه طوال سنوات إقامته في المستشفيات) والمستمر معه إلي الآن.

### الأعمال التليفزيونية الأولى
و علي العكس من باقي مؤسسي شركة اّل بيلونيس فإن إسبينوسا لم يمارس مهنة الهندسة. وبعد أن انهى دراسته، كتب أول سيناريو له مدفوع الاجر (1998)و هو عن عمل يتعلق بالفيديو ونال علية الجائزة الأوروبية لتكنولوجيا المعلومات 
و تعافي نهائياً من مرضه عندما كان في الرابعة والعشرين من عمره. وبفضل خبرته السابقة في كتابة المسرحيات الصغيرة والسيناريوهات والتي اكتسابها خلال سنوات دراسته الجامعية، بدأ العمل كمعد للبرامج والمسابقات في التليفزيون وبالتحديد شركة جيستميوزيك الكتالونية للإنتاج، وهو النشاط الذي دمج فيه بين عمله ككاتب مسرحي وممثل في شركة اّل بيلونيس. لقد اعترف إسبينوسا بنفسه أن أكثر شيء يحبه هو التمثيل ولكن دائماً ما كانت تعرض عليه الأعمال بوصفه كاتب سيناريو فقط. لذلك فأنه عندما بدأ العمل في التليفزيون (برنامجه الأول كان برنامج أطفال 'نادي سوبر 3 لتليفزيون كتالونيا) وضع شرط تغيير العمل كل ستة أشهر حتي لا يصبح مملً "في عالم ساخن جداً" 
و يعترف الكاتب أنه بعد ذلك قد مر بفترة من الوقت شك في إمكانية عودته إلي مهنته الاّخرى (الهندسة)، هذه الشكوك قد تبددت بعد ظهور عمله دردشة تي في (1999-2000) هو برنامج شباشي والموسم الثاني منه الذي عُرض في كتالونيا أدخل إسبينوسا بطريقة نهائية إلي عالم كتابة السيناريوهات. ويجب أيضا أن نشير إلي تعاونه في تلك الفترة في كتابة مسلسل الست كوم صراحة نفسية (2000-2001)عُرض علي القناة الثالثة الكتالونية وهو من إنتاج شركة داجول داجوم الكتالونية للمسرح الموسيقي، اما مسلسل في قلب المدينة ، الذي عرضه تليفزيون كتالونيا، والذي عمل فيه خلال عام ونصف (2002-2003) فقد كان أول عمل له في كتابة السيناريو لمسلسل يعًرض يومياً، اما الموسم الثالث من المسلسل الكوميدي الأغلبية المطلقة (2003-2004) فقد كانت أول تعاون له مع المخرج والسينارست خواكين أوريستريل، اما الفيلم التليفزيوني مر الوقت سريعا فقد تلقي جوائز في كلاً من مهرجان أمستردام ضمن جوائز خى اّ ثى 2004، في مهرجان مانشستر وفي مهرجان مونت كارلو التليفزيوني 2004

### السينما والمسرح
و مع ذلك فأن موهبته الحقيقية كسينارست ظهرت في فيلم الدور الرابع الذي أخرجه انطونيو ميرثيرو وكان من بطولة خوان خوسيه بايستا. وفي هذا العمل الذي يبدو كسيرة ذاتية مكتوبة يروي الكاتب، بفكاهة وحنان بعيداً عن الدراما والتراجيدية، الحياة اليومية لمجموعة من الأطفال المرضى بالسرطان في إحدى المستشفيات، لقد تلقى هذا العمل العديدة من الجوائز في المهرجانات المختلفة، وتم تسميته لجائزة أحسن فيلم في الدورة الثامنة عشر من جوائز جويا التي تقدمها الأكاديمية الإسبانية للعلوم والفنون السينمائية.
و لاحقاً، وأثناء محاولته الدخول إلي عالم السينما، ظل يعمل في التليفزيون بأعمال مثل سيناريو المسلسل الذي إنتاجه التليفزيون الإسباني جدة في الصيف (2005) والمتوحاة من رواية يوميات جدة في الصيف للكاتبة روسا ريجاس وقام ببطولته روسا ماريا ساردا، وفي هذا العمل قام إسبينوسا بتأدية دور ثانوي (لقد كان أول عمل له بصفته كاتب وممثل في نفس الوقت).
اما عام 2006 فقد شهد غزارة إنتاجيه له كسينارست ومؤلف مسرحي، ففي ال 23 من فبراير تم عرض إيداهو ويوتا (أغاني للأطفال الاشقياء) في مسرح تانتارانتانا البديل في برشلونة، وهي من تأليف وإخراج وبطولة إسبينوسا نفسه، وتدور احداثها في مستقبل قريب حيث تم اختراع دواء يجعلهم لا يناموا ابداً. وتم إعادة عرضها في إبريل 2007 في مدريد (مركز الدراما الوطني). وتم في ذلك العام أيضاً (إبريل وأكتوبر) عرض فيلمين قام بكتابة السيناريو لهما. الأول حياتك في 65 دقيقة الذي اخرجته ماريا ريبوي ومأخوذ من إحدي مسرحيات إسبينوسا والتي تروي قصة حيث الموت والصدفة واللذان تتقاطع طرقهما باستمرار. لقد حاز إسبينوسا علي جانزة السينما البرشلونية في دورتها السادسة عن سيناريو ذلك الفيلم. اما الفيلم الاّخر الذي عُرض في ذلك العام فهو سوف لن يكون هناك أحد كامل الذي قام بإخراجه خواكين اوريستري وكان من بطولة سانتي مييان، فرناندو تيخيرو وخوسيه لويس جارثيا بيريث، وهذا بدوره كان يدور حوله بعض الجدل المتعلق بالاحتيال والاستيلاء علي سيناريو قديم لسيزار ستراوبيري. وهذا الفيلم الاّخير الذي تلقي تنويه وإشادة خاصة في حفل جوائز ثيوتات في برشلونة، يتحدث عن موضوع الإعاقة الجسدية في الحياة إليه مية ويجب اعتبارها كأنها شيء طبيعي. وأخيراً في ديسمبر ت عرض مسرحية السر الكبير علي مسرح كتالونيا الوطني، وهي مؤلفة بالتعاون مع خوان فونت. اما نسخة الأطفال المأخوذة منها فكانت بعنوان السر الصغير، وعُرضت في 9 يناير عام 2007، اما المسرحية الاصلية فقد عُرضت في مدريد (مسرح الطريق الكبير) في مارس عام 2007.
وفي مايو عام 2007 بدأ تصوير الفيلم، الذي سيعوض في أكتوبر من العام التالي، الذي سيقدم إسبينوسا بوصفه مخرج سينمائي:  لا تطلب مني أن أقبلك...لأني سأفعلها وهو فيلم كوميدي من بطولة إلوي أزورين، ومستوحاة من عمل مسرحي يحمل نفس الاسم (عُرض في يناير 2004)و من عمل مسرحي آخر بعنوان نادي القش (عُرض هلي مسرح كتالونيا الوطني في مارس 2004)و كلا العمليين من تأليف إسبينوسا لشركة اّل بيلونيس. وفي نفس العام (2007) قام الشركة بجولة مسرحية للعمل المسرحي إيداهو ويوتا (أغاني للأطفال الاشقياء).
وفي عام 2009، فام ألبرت إسبينوسا بعرض المسرحية الكوميدية الطفل الرائع الذي يخرج لسانه كلما قام بعمل يدوي، وقد قام أيضاً بتأليفها، إخراجها وبطولتها، ولكن هذه المرة من غير مجموعة اّل بيلونيس. لقد قام بها هذه المرة بمساعدة روجر بيرويث، خوانما فالكون وأوسكار بلانكو. أن نية الكاتب تجويلها إلي عمل سينمائي.
وفي صيف 2009 تم عرض فيلم أبطال في سينمات عديدة علي الساحل وداخل كتالونيا، وهو مشروع سينمائي شخصي مهم للمنتج لويس دى بال، من شركة ميديا فيلمس، وقام المخرج باو فريكساس بالتحضير له ثلاث سنوات. لقد قام كلاً من إسبينوسا وفريكساس بكتابة السيناريو. وفي أبريل عام 2010 حاز الفيلم علي جائزة الجمهور الفضية، وجائزة أفضل ملابس في الدورة الثالثة عشر لمهرجان مالقة للسينما الإسبانية.

### الأدب
اما فيما يتعلق بالأدب، فقد كان إنتاجه الأدبي قليل حيث لم ينشر سوى ثلاث كتب: العالم الأصفر (2008)، كل ما كان يمكن أن يكون عليه أنا وأنت، ما لم نكن أناو أنت (2010)، والرواية ذات النجاح منقطع النظير إذا طلبت مني المجئ سأترك كل شيء...ولكن أطلب مني (2011)و قد كان الكتاب الأكثر مبيعاً لدار نشر سان جورج في برشلونة.

غلاف القصة الاكثر مبيعاُ "إذا طلبت مني المجئ سأترك كل شيء...ولكن أطلب مني"

.

### الأعمال التليفزيونية الحديثة
و في عام 2009 بدأ مشروع جديد مع باو فريكاس، مخرج فيلم أبطال (2009): المسلسل التليفزيوني الاساور الحمراء والتي فكر فيها إسبينوسا بنفسه، فقد كان إسبينويا هو كاتب السيناريو والحوار، اما باو فريكاس فقد تكفل بالإخراج، وتقاسم كلاً منهما الإنتاج 
الاساور الحمراء تروي قصة الحياة اليومية لمجموعة من الشباب الذين تقابلوا في المستشفي بسبب امراضهم، ويتحدث، دائماُ بأسلوب فكاهي وحنون، عن أهمية الصداقة، حب الحياة والرغبة في التفوق. وكما فعل مع فيلم الدور الرابع فأن إسبينوسا استوحي من تجربته الشخصية بيئة المستشفي في الاساور الحمراء
أن النص الأصلي - المستوحي من قصة العالم الأصفر (2008)- فكر إسبينوسا في تحويله إلي أربع مواسم، وحتي هذه اللحظة فأن المسلسل (إنتاج مشترك بين شركة كاستيلاه للإنتاج وتليفزيون كتالونيا) وبعد النجاح الملحوظ الذي حازه الموسم الأول من قبل الجمهور والنقاد (عُرض بين يناير ومايو 2011 علي القناة الثالثة)تم التجديد لتصوير موسم ثاني سيتكون من 15 حلقة جديدة. وبالإضافي إلي أنه سيتم عمل دبلجة إسبانية للموسم الأول تههيداً لعرضه المستقبلي، المتوقع ابتداء من سبتمبر على القناة المحلية نيوكس التابعة لمجموعة انتينا 3.
و بالإضافة للموسم الثاني من مسلسل الاساور الحمراء، فأن إسبينوسا يقوم حالياً بتحضير فيلم الدور الخامس وهو يعتبر تكملة للفيلم الناجح الدور الرابع

## الأفلام

أفيش مسلسل جدة في الصيف

أفيش الفيلم الناجح "الطابق الرابع"

فيلم حياتك في 65 دقيقة

### التليفزيونية
- نادي سوبر 3 (برنامج أطفال،1996-1997) (معد)
- لعبة الحياة (مسلسل،1997) (سينارست)
- أرينا كيف (مسابقة،1999) (معد)
- دردشة تي في (برنامج شبابي، 1999-2000) (معد)
- فيلادومات (مسلسل، 2000) (طاقم العمل)
- الحافلة (برنامج واقعي،2000) (معد)
- الألعاب البهلوانية والمهرجين (وثائقي، 2001) (معد)
- صراحة نفسية (ست كوم،2001-2002) (سينارست)
- في قلب المدينة (مسلسل،2002-2003) (سينارست المواسم 2-4)
- قصص من كتالونيا (وثائقي، مارس 2003) (معد)
- مر الوقت سريعا (فيلم تليفزيوني،2003) (سينارست)
- اضطراب الرحلات الجوية الطويلة (مسلسل،2003-2004) (سينارست المواسم 3-4)
- الأغلبية المطلقة (مسلسل،2003-2004) (سينارست الموسم 3)
- نفسي الغامضة (مسابقة،2004-2005) (معد)
- المنبع الصالح (برنامج 2005) (معد)
- ليلة عيد الميلاد (فيلم تليفزيوني، 2005) (ممثل)
- جناح ليلي (فيلم تليفزيوني، 2005) (ممثل)
- جدة في الصيف (مسلسل، 2005) (ممثل/ سينارست)
- العائلة المقدسة (مسلسل، 2010) (سينارست)
- الاساور الحمراء (مسلسل، 2010) (سينارست/ منتج)
- النعناع: سيرة ذاتية غير مسرح بها (فيلم تليفزيوني، 2011) (ممثل)

### السينمائية
- الطابق الرابع (2003) (سينارست)
- حياتك في 65 دقيقة (2006) (سينارست)
- سوف لن يكون هناك أحد كامل (2006) (سينارست)
- أباتشي القوي (2007) (ممثل)
- الوجهة: أيرلندا (فيلم قصير، 2008) (ممثل/ منتج)
- لا تطلب مني أن أقبلك...لأني سأفعلها (2008) (ممثل/ مخرج)
- أبطال (2009) (سينارست)
- الطابق الخامس (في مرحلة الإنتاج) (مخرج)

## الأعمال المسرحية والادبية
- اّل بيلونيس (مسرح، 1995)
- الطالب الجديد في المدرسة الهندسة الصناعية العليا في برشلونة (مسرح، 1996)
- كلمات ما بعد الوفاة (مسرح، 1997)
- قصة مارك جيريرو (مسرح، 1998)
- قطع (مسرح: عرضت في مسرح ماليك في برشلونة في سبتمبر 1999)
- 4 رقصات (مسرح: عرضت في مسرح ماليك في برشلونة في فبراير 2002)
- حياتك في 65 دقيقة (مسرح: عرضت في مسرح ماليك في برشلونة في سبتمبر 2002)
- هذه هي الحياة (مسرح، شارك في الكتابة كلا من سيرجي بيلبال ودافيد بلانا لشركة تي المسرحية، وعرضت في ديسمبر 2003)
- لا تطلب مني أن أقبلك...لأني سأفعلها (مسرح: عرضت في مسرح تانتارانتانا البديل في برشلونة في يناير 2004)
- نادي القش (مسرح: عرضت في المسرح القومي الكتالوني في مارس 2004)
- إيداهو ويوتا (أغاني للأطفال الاشقياء) (مسرح: عرضت في مسرح تانتارانتانا البديل في برشلونة في فبراير 2006)
- السر الكبير (مسرح، شارك في الكتابة خوان فونت، عرضت في المسرح القومي الكتالوني في ديسمبر 2006)
- السر الصغير (مسرح، شارك في الكتابة خوان فونت، عرضت في يناير 2007)
- العالم الأصفر (سيرة ذاتية خيالية، 2008)
- كل ما كان يمكن أن يكون عليه أنا وأنت، ما لم نكن أناو أنت (رواية،2010)
- إذا طلبت مني المجئ سأترك كل شيء...ولكن أطلب مني (رواية، 2011)

## الجوائز
- 2003- جائزة بوتاكا لأفضل نص مسرحي عن مسرحية حياتك في 65 دقيقة
- 2004- جائزة السينما الباسكية لأفضل سيناريو عن فيلم الدور الرابع
- 2004- جائزة خى اّ ثى لأفضل سيناريو لفيلم تليفزيوني عن فيلم مر الوقت سريعا
- 2004- جائزة الحورية الذهبية في مهرجان تليفزيون مونت كارلو لأفضل سيناريو عن فيلم مر الوقت سريعا
- 2006- جانزة مسرح بى ثى انى عن مسرحية إيداهو ويوتا (أغاني للأطفال الاشقياء)
- 2007- جائزة سينما برشلونة لأفضل سيناريو عن فيلم حياتك في 65 دقيقة

## وصلات خارجية
- ألبرت إسبينوسا على موقع IMDb (الإنجليزية)
- ألبرت إسبينوسا على موقع ألو سيني (الفرنسية)
- ألبرت إسبينوسا على موقع تيرنر كلاسيك موفيز (الإنجليزية)
- ألبرت إسبينوسا على موقع أول موفي (الإنجليزية)
- ألبرت إسبينوسا على موقع قاعدة بيانات الأفلام السويدية (السويدية)
- ألبرت إسبينوسا على موقع قاعدة بيانات الفيلم (الإنجليزية)
- ألبرت إسبينوسا على موقع كينوبويسك (الروسية)

- الصفحة الرسمية لألبرت إسبينوسا
- أفلام ألبرت إسبينوسا
- مقابلة مع ألبرت إسبينوسا على يوتيوب
- لقاع مع ألبرت إسبينوسا وخوان خوسيه بايستا
- ألبرت إسبينوسا مخرج سينمائي لاثنان من أعماله المسرحية